# Осинове Плесо
Оси́нове Пле́со (рос. Осиновое Плёсо) — селище у складі Новокузнецького району Кемеровської області, Росія. Адміністративний центр Терсинського сільського поселення.
Стара назва — Осиново.

## Населення
Населення — 795 осіб (2010; 778 у 2002).
Національний склад (станом на 2002 рік):
- росіяни — 93 %